# Хайме Альгерсуарі
Ха́йме Альгерсуа́рі (ісп. Jaime Alguersuari, *23 березня 1990 року, Барселона, Іспанія) — іспанський автогонщик, пілот Формули-1, виступає за команду «Скудерія Торо Россо». Наймолодший пілот в історії Формули-1, який стартував у перегонах; дебют на Гран-прі Угорщини 2009 року у віці 19 років і 125 днів. Замінив по ходу сезону 2009 року французького гонщика Себастьєна Бурде.

## Кар'єра
Перші кроки в автоспорті Хайме зробив у картингу в 10 років. У 2004 році став чемпіоном Іспанії з картингу серед юніорів (ICA JUNIOR KARTING), вигравши при цьому всі чотири перегони.
У 2005 році виграв чемпіонат Іспанії з картингу серед дорослих (ICA KARTING), паралельно розпочав виступати у молодшій серії Рено, де посів третє місце, вигравши двоє перегонів. У 2007 році продовжив виступи у формульних серіях Рено, при цьому виграв одну з них — італійську зимову серію Рено, в якій виграв всі чотири етапи.
2008 рік — наступна «формульна» сходинка, серії Формули-3. Перемога у британській серії Формули-3. Тести з командою Формули-1 Ред Булл.
2009 рік проводив у світовій серії Рено, де виграв одні перегони з 13 рейсів і займав третє загальне місце. Після звільнення Себастьєна Бурде у команді Формули-1 «Скудерія Торо Россо» з'явилося вільне місце, на яке запросили молодого іспанця. Дебют на Гран-прі Угорщини закінчився 15-м загальним місцем, але Хайме при цьому випередив свого досвідчинішого колегу по команді, Себастьєна Буемі, який фінішував 16-м. Результат Хайме спеціалісти визнали прийнятним як для наймолодшого гонщика в історії Формули-1, адже всі попередні перегони у молодших серіях були значно швидкоплиннішими, а тому головним завданням для Хайме на цьому Гран-прі було просто добратися до фінішу.

## Повна таблиця результатів

### Огляд кар'єри
| Сезон | Серія                                    | Команда               | № машини | Перегонів                  | Перемог                    | Поулів                     | Очок                       | Місце у чемпіонаті         |
| 2005  | Formula Junior 1600 by Renault Italia    | Tomcat Racing         |          | 12                         | 2                          | 2                          | 160                        | 3-й                        |
| 2005  | Єврокубок Формули-Рено 2.0               | Epsilon Euskadi       |          | 2                          | 0                          | 0                          | 0                          | НК                         |
| 2006  | Formula Renault 2.0 Italia               | Cram Competition      |          | 15                         | 0                          | 0                          | 56                         | 10-й                       |
| 2006  | Єврокубок Формули-Рено 2.0               | Cram Competition      |          | 14                         | 0                          | 0                          | 24                         | 12-й                       |
| 2006  | Formula Renault 2.0 Italia Winter Series | Cram Competition      |          | 4                          | 4                          | 4                          | 142                        | 1-й                        |
| 2007  | Formula Renault 2.0 Italia               | Epsilon Red Bull Team |          | 14                         | 3                          | 3                          | 266                        | 2-й                        |
| 2007  | Єврокубок Формули-Рено 2.0               | Epsilon Red Bull Team |          | 14                         | 0                          | 0                          | 67                         | 5-й                        |
| 2008  | British F3 Championship                  | Carlin Motorsport     | 4        | 22                         | 5                          | 6                          | 251                        | 1-й                        |
| 2008  | Masters of Formula 3                     | Carlin Motorsport     |          | 1                          | 0                          | 0                          | -                          | 8-й                        |
| 2008  | Macau Grand Prix                         | Carlin Motorsport     |          | 1                          | 0                          | 0                          | -                          | 10-й                       |
| 2008  | Spanish F3 Championship                  | GTA Motor Competición |          | 8                          | 3                          | 2                          | 60                         | 7-й                        |
| 2008  | Формула-1                                | Red Bull Racing       |          | Тест-пілот                 | Тест-пілот                 | Тест-пілот                 | Тест-пілот                 | Тест-пілот                 |
| 2009  | Формула-1                                | Scuderia Toro Rosso   |          | Тест-пілот/резервний пілот | Тест-пілот/резервний пілот | Тест-пілот/резервний пілот | Тест-пілот/резервний пілот | Тест-пілот/резервний пілот |
| 2009  | Формула-1                                | Scuderia Toro Rosso   | 11       | 1                          | 0                          | 0                          | 0*                         | 21-й*                      |
| 2009  | World Series by Renault                  | Carlin Motorsport     | 10       | 13                         | 1                          | 1                          | 74*                        | 3-й*                       |

* Сезон триває.

### Формула-1
Жирним шрифтом позначені етапи, на яких гонщик стартував з поулу.
Курсивом позначені етапи, на яких гонщик мав найшвидше коло.
| Рік  | Команда             | Шасі            | Двигун             | 1      | 2      | 3        | 4      | 5      | 6        | 7      | 8      | 9      | 10       | 11     | 12       | 13       | 14       | 15       | 16     | 17       | 18     | 19     | Місце в чемпіонаті | Очки в чемпіонаті |
| ---- | ------------------- | --------------- | ------------------ | ------ | ------ | -------- | ------ | ------ | -------- | ------ | ------ | ------ | -------- | ------ | -------- | -------- | -------- | -------- | ------ | -------- | ------ | ------ | ------------------ | ----------------- |
| 2009 | Scuderia Toro Rosso | Toro Rosso STR4 | Ferrari 056 2.4 V8 | АВС    | МАЛ    | КИТ      | БХР    | ІСП    | МОН      | ТУР    | ВЕЛ    | НІМ    | УГО 15   | ЄВР 16 | БЕЛ Схід | ІТА Схід | СІН Схід | ЯПО Схід | БРА 14 | АБУ Схід |        |        | 24                 | 0                 |
| 2010 | Scuderia Toro Rosso | Toro Rosso STR5 | Ferrari 056 2.4 V8 | БХР 13 | АВС 11 | МАЛ 9    | КИТ 13 | ІСП 10 | МОН 11   | ТУР 12 | КАН 12 | ЄВР 13 | ВЕЛ Схід | НІМ 15 | УГО Схід | БЕЛ 13   | ІТА 15   | СІН 12   | ЯПО 11 | КОР 11   | БРА 11 | АБУ 9  | 19                 | 5                 |
| 2011 | Scuderia Toro Rosso | Toro Rosso STR6 | Ferrari 056 2.4 V8 | АВС 11 | МАЛ 14 | КИТ Схід | ТУР 16 | ІСП 16 | МОН Схід | КАН 8  | ЄВР 8  | ВЕЛ 10 | НІМ 12   | УГО 10 | БЕЛ Схід | ІТА 7    | СІН 21   | ЯПО 15   | КОР 7  | ІНД 8    | АБУ 15 | БРА 11 | 14                 | 26                |